# Synoicum syrtis
Synoicum syrtis är en sjöpungsart som beskrevs av Kott 2006. Synoicum syrtis ingår i släktet Synoicum och familjen klumpsjöpungar. Inga underarter finns listade i Catalogue of Life.